# Nguyên Thủy Thiên Tôn

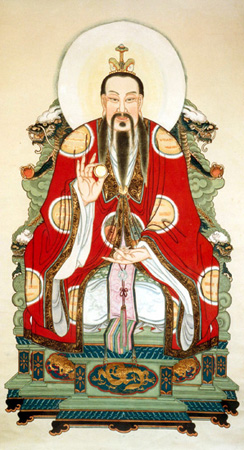
Nguyên Thủy Thiên Tôn

Nguyên Thủy Thiên Tôn (chữ Hán: 元始天尊) là vị thần tiên tối cao của Đạo giáo, đứng thứ nhất trong Tam Thanh với ngôi vị Ngọc Thanh. Hai vị kia là Thượng Thanh Linh Bảo Thiên Tôn (đứng thứ ba) và Thái Thanh Đạo Đức Thiên Tôn (tức Thái Thượng Lão Quân, đứng thứ hai).

## Thần thoại
Theo truyền thuyết Phật Giáo, thuở Hỗn Độn sơ khai chưa có phân rõ Trời và Đất, trước cả Hỗn Mang, chỉ mới có cái nguyên khí huyền bí là Thái Vô Nguyên Khí (cũng gọi khí Hư Vô Nguyên Thủy, hay Hỗn Nguyên khí), có vị Nguyên Thủy Thiên Vương, Nguyên Thủy nghĩa là cái gốc đầu tiên. Nguyên Thủy Thiên Vương chưa phải hẳn là vị thần, mà chỉ là nguyên lý sơ khai. Khi hình thành Thái cực, có Âm Dương, thì thể chất Nguyên Thủy Thiên Vương ngưng kết thành Bàn Cổ rồi tạo ra Trời Đất. Khi Bàn Cổ khai Thiên tích Địa xong, thì kiệt sức ngã xuống, Bàn Cổ thì chết đi, nhưng nguyên thần hóa thành ba vị Thiên Tôn thì tồn tại mãi mãi. Nguyên Thủy Thiên Tôn cùng với Linh Bảo Thiên Tôn và Đạo Đức Thiên Tôn tạo thành Tam Thanh.
Tam Thanh sinh hoá mới thành các đấng thần thánh tiên, và các thần thánh tiên đều quay về cõi Tam Thanh. Ngọc Hoàng Thượng đế là Thiên Đế ở thiên đình, cũng là do Nguyên Thủy Thiên Tôn chỉ định. Tam thanh cũng chính là đấng tối cao của Đạo giáo.
Nơi Nguyên Thủy Thiên Tôn ngự là cung Tử Hư, cõi đó gọi là Thánh cảnh, thuộc tầng trời Đại Niết Bàn.
Đức Nguyên Thủy Thiên Tôn còn gọi là “Ngọc Thanh Nguyên Thủy Thiên Tôn”, là vị tối cao trong Tam Thanh, cũng là vị Tôn Thần hạng nhất của Thần Tiên Đạo Giáo. Theo “Lịch đại thần tiên thông giám” tôn xưng Ngài là “Vị Tổ chủ trì cõi trời”. Địa vị của Ngài tuy cao, nhưng lại xuất hiện muộn hơn Thái Thượng Lão Quân.
Hồi đầu của Đạo giáo không thấy nói đến Nguyên Thủy, trong “Thái Bình Kinh”, Tưởng Nhĩ Chú” cũng đều không thấy ghi tên Ngài, kể cả trong thần thoại xưa Trung Quốc cũng không thấy nói đến hành trạng Ngài. Danh xưng Nguyên Thủy xuất hiện sớm nhất trong “Chẩm trung thư” ghi là “Trước lúc hổn độn chưa phân rõ (thái cực), đã có “tinh hoa của trời đất” hiệu là “Nguyên Thủy Thiên Vương”sẵn bên trong, sau phân hóa thành hai phần (lưỡng nghi), Nguyên Thủy Thiên Vương ở phía trên cõi trời, ngẫng lên hút thiên khí, cúi xuống uống địa tuyền (suối đất) trải qua vô số kiếp, cùng với Thái Nguyên Ngọc Nữ thông khí kết tinh mà sanh ra Thiên Hoàng Tây Vương Mẫu. Thiên hoàng sanh ra Địa Hoàng, Địa Hoàng sanh ra Nhân Hoàng, tiếp tục sanh ra con cháu là Bào Hi, Thần Nông. Cho nên bảo rằng: “Phía trên Đại La có bảy ngọn núi báu gọi là Huyền Đô Ngọc Kinh, có ba cung. Thượng cung là nơi ở của Bàn Cổ Chân Nhân, Nguyên Thủy Thiên Vương và Thái Thái Thánh Mẫu”. Như vậy, từ đây mới có danh xưng Nguyên Thủy Thiên Vương.

## Tôn hiệu
- Ngọc Thanh Thánh Cảnh Đại La Nguyên Thủy Thiên Tôn. Chữ Thiên Tôn được hiểu như là Thiên Địa Chí Tôn, là cách cung chúc đối với vị tối cao, tương tự tung xưng vạn tuế trong Hoàng đế vạn tuế, vạn vạn tuế.
- Nguyên Thủy Thiên Vương
- Nguyên Thủy Vạn Pháp Thiên Tôn
- Thiên Bảo Quân
- Phù Lê Nguyên Thủy Thiên Tôn
- Ngọc Thanh Tử Hư Cao Thượng Nguyên Hoàng Thái Thượng Đại Đạo Quân
- Thượng Thai Hư Hoàng Đạo Quân
- Thanh Huyền Tổ Khí Ngọc Thanh Nguyên Thủy Thiên Tôn Diệu Vô Thượng đế

## Đồ đệ
Đồ đệ trưởng của Nguyên Thủy Thiên Tôn theo tiểu thuyết Phong Thần diễn nghĩa thì gồm 12 vị đại tiên (còn gọi là Thập nhị kim tiên) phạm tội:
1. Quảng Thành Tử (chữ Hán 广成子) ở động Vân Tiêu, núi Thái Hoa (sư phụ của Ân Giao)
2. Hoàng Long chân nhân (chữ Hán 黄龙真人) ở động Ma Cô, núi Nhị Tiên, tộc Kim Long, Bàn Cổ Long Tộc.
3. Xích Tinh Tử (chữ Hán 赤精子) ở động Đào Nguyên, núi Cửu Tiên (sư phụ của Ân Hồng)
4. Cụ Lưu Tôn (chữ Hán 惧留孙) ở động Phi Vân, núi Giáp Long (sư phụ của Thổ Hành Tôn) (dựa theo Phật Câu Lưu Tôn trong Phật giáo)
5. Thái Ất chân nhân (chữ Hán 太乙真人) ở động Kim Quang, núi Càn Nguyên (sư phụ của Na Tra)
6. Linh Bảo đại pháp sư (chữ Hán 灵宝大法师) ở động Nguyên Dương núi Không Động
7. Văn Thù Quảng Pháp Thiên Tôn (chữ Hán 文殊广法天尊) ở động Vân Tiêu, núi Ngũ Long (sư phụ của Kim Tra) (dựa theo Văn Thù Bồ Tát Trong Phật giáo)
8. Phổ Hiền chân nhân (chữ Hán 普贤真人) ở động Bạch Hạc, núi Cửu Cung (sư phụ của Mộc Tra) (dựa theo Phổ Hiền Bồ Tát trong Phật giáo)
9. Từ Hàng đạo nhân (chữ Hán 慈航道人) ở động Lạc Già, núi Phổ Đà (sư phụ của Long Cát) (dựa theo Quan Âm Bồ Tát trong Phật giáo)
10. Ngọc Đỉnh chân nhân (chữ Hán 玉鼎真人) ở động Kim Hà, núi Ngọc Tuyền (sư phụ Dương Tiễn)
11. Đạo Hạnh chân quân (chữ Hán 道行真君) ở động Ngọc Ốc, núi Kim Đình (sư phụ của Hàn Độc Long, Tiết Ác Hổ, Vi Hộ)
12. Thanh Hư đạo đức chân quân (chữ Hán 清虚道德真君) ở động Tử Dương, núi Thanh Phong (sư phụ của Hoàng Thiên Hóa, Dương Nhậm)

Ngoài ra còn một số đệ tử khác:
1. Nam Cực Tiên Ông (chữ Hán 南极仙翁) hầu hạ sư phụ tại Ngọc Hư Cung (sư phụ của Bạch hạc đồng tử)
2. Nhiên Đăng đạo nhân (chữ Hán 燃燈仏) ở động Kim Giáp, núi Linh Tụ (dựa theo Nhiên Đăng Cổ Phật trong Phật giáo)
3. Vân Trung Tử (chữ Hán 云中子) ở động Ngọc Trụ, núi Chung Nam (sư phụ của Lôi Chấn Tử)
4. Khương Tử Nha (chữ Hán 姜子牙) (sư phụ của Võ Cát, Long Tu Hổ)
5. Thân Công Báo (chữ Hán 申公豹) phản đồ Xiển giáo, gia nhập Triệt giáo, sau được phong thần Phân Thủy tướng quân
6. Đặng Hoa (chữ Hán 鄧華) đệ tử thứ năm của Ngọc Hư cung, bị Tân Hoàn giết và sau được phong thần Đẩu bộ
7. Tiêu Trăng (chữ Hán 文字月亮) đệ tử Ngọc Hư cung, bị Kim Quang thánh mẫu giết và sau được phong Kim phủ tinh.

## TrongPhong thần diễn nghĩa
Trong tiểu thuyết thần thoại Phong thần diễn nghĩa Nguyên Thủy Thiên Tôn đóng vai chính diện, bị Thân Công Báo làm rạn nứt cảm tình của Tam Thanh. Nguyên Thủy Thiên Tôn vị Thánh Nhân sáng lập ra Xiển giáo, một giáo phái nơi mà tín đồ là các đạo sĩ tu chân học đạo tọa lạc tại Ngọc Hư Cung - Côn Luân Sơn, đó là một chốn thần tiên quanh năm được sương mù bao phủ. Giai đoạn mà người ta biết đến ông là cuối đời nhà Thương (商) năm 1030 TCN, đời vua thứ 30 Đế Tân tức Trụ Vương, ông là người trao bảng Phong thần cho Khương Tử Nha giúp nhà Chu đánh dẹp nhà Thương.
Đây là một nhân vật hư cấu trong bộ tiểu thuyết Phong thần diễn nghĩa, ông đứng sau chỉ dẫn đệ tử, thúc đẩy quá trình phân tranh giữa hai nước Chu - Thương, đóng vai trò Giáo Chủ trong phái Xiển giáo, dẫn dắt các đệ tử trên con đường tu đạo.
Tồn tại cùng với Xiển giáo của Nguyên Thủy Thiên Tôn là Triệt giáo do Thông Thiên giáo chủ thành lập, đây là một giáo phái tương tự như Xiển Giáo. Ngày trước hai vị giáo chủ và sư huynh Lão Tử đều học cùng một thầy là Hồng Quân Lão Tổ, nhưng vì Xiển - Triệt hai phái có giáo lý mâu thuẫn nhau nên đi theo con đường riêng mà hình thành hai đạo phái khác nhau. Tất cả thành viên trong giáo phái do ông chỉ định đều có nhiệm vụ chống lạI các đệ tử Triệt Giáo phò trợ Tây Bá Hầu Cơ Xương cùng các chư hầu trong chinh phạt Trụ và đó cũng cuộc chiến tranh của các thần tiên vào khoảng 1000 năm TCN.
Nguyên Thủy Thiên Tôn ban cho đệ tử Khương Tử Nha Phong Thần Bảng và Đả Thần Tiên và căn dặn xây đài phong thần để tiếp đón linh hồn các chiến sĩ đã tử trận, phong thần tùy theo công trạng. Người sư đệ của Khương Tử Nha là Thân Công Báo cũng đã dùng nhiều thủ đoạn cản trở nhưng gặp thất bại.
Khi Khương Tử Nha gặp nạn tử trận, ông cũng dùng phép hồi sinh cứu Khương Tử Nha sống lại thoát khỏi nạn kiếp và tiếp tục sứ mệnh của mình.
Trong trận chiến cuối cùng với Thông Thiên Giáo chủ, Nguyên Thủy Thiên Tôn đã toàn lực vận động các đạo nhân Ngọc Hư Cung chiến đấu tới cùng và đã thành công đẩy lùi thế lực của Triệt Giáo.

### Ngoài ra
Truyện Phong Thần nêu tên nhiều vị Thần tiên Đạo giáo, Phật, Bồ Tát trong Phật giáo. Còn Thái Thượng Lão Quân cũng tức là Đạo Đức Thiên Tôn đại sư huynh của Nguyên Thủy Thiên Tôn, Giáo Chủ Thông Thiên là sư đệ.